# Kothi (Baghelkhand)

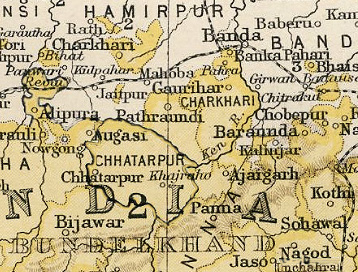
Kothi a un mapa de l'Imperial Gazetteer of India

Kothi fou un petit estat tributari protegit a l'Índia central, agència del Baghelkhand amb una superfície de 438 km² amb capital a Kothi avui una ciutat i nagar panchayat (equivalent a municipalitat) al districte de Satna a Madhya Pradesh, amb una població al cens del 2001 de 7.710 habitants. La població de la ciutat el 1901 era de 2.297 habitants. El principat en conjunt tenia el 1881 una població d'11.368, el 1891 de 22.656, i el 1901 de 19.112 habitants, sent hindús el 83% i animistes (majoritàriament gonds) el 15%. Hi havia 75 pobles. Els ingressos eren de 2600 lliures. Una força militar de 223 infants i 30 cavallers encara existia el 1901.
El sobirà era un rajput baghel. L'ancestre Jagat Raj Singh Baghel va fundar l'estat expulsant als bhars. Quan els bundeles van arribar al poder sota Chhatarsal el sobirà de Kothi va esdevenir tributari de Panna però va conservar de fet la independència fins i tot després amb la conquesta del Bundelkhand per Ali Bahadur de Banda. Quan els britànics van establir la sobirania el van considerar un feu de Panna i li fou concedit un sanad possessori el 1807, en què se'l considerava feu de Panna. Però vista la continuada independència de l'estat un nou sanad el 1810 concedit a Rais Lai Duniyapati Singh, el va immediatitzar al govern britànic; el 1862 se li va concedir un sanad d'adopció, i per la lleialtat i benevolència del seu cap Bahadur Singh, va rebre el títol de Raja Bahadur el 1878 de manera hereditària. El 1895 va pujar al tron Raja Bahadur Avadhendra Singh.

## Llista de rages
- Rais Lal Duniyapati Singh vers 1800-?
- Rais Lal Andhut Singh (fill) ?-1862
- Rao Ran Bahadur Singh (fill) 1862-5 de juny de 1887
- Raja Bahadur Bhagwat Bahadur Singh 1887-1895
- Raja Bahadur Avadhendra Singh 1895-8 d'agost de 1914
- Raja Bahadur Sitaram Pratap Bahadur Singh 1914-1934
- Raja Bahadur Kaushalendra Pratap Singh 1934-1948